# Verhuellia
Verhuellia é um género de plantas com flor, pertencente à subfamília Verhuellioideae da família Piperaceae, que agrupa três espécies nativas de Cuba e de Hispaniola.

## Descrição
Verhuellia é um grupo irmão de todas as outras Piperaceae, mas tem a sua própria subfamília, Verhuellioideae.
It is native to Cuba and Hispaniola (the Dominican Republic and Haiti). 

## Espécies
As seguintes espécies estão validamente descritas:
- Verhuellia hydrocotylifolia (Griseb.) C.DC. ex C.Wright
- Verhuellia lunaria (Ham.) C.DC.
- Verhuellia pellucida F.Schmitz

O nome do género Verhuellia é uma homenagem a Quirijn Maurits Rudolph Ver Huell (1787-1860), um contra-almirante, ilustrador e entomologista neerlandês. O género foi descrito e publicado pela primeira vez em Syst. Piperac. na página 47 em 1843.